# Флаг Новоберезанского сельского поселения
Флаг муниципального образования Новоберезанское сельское поселение Кореновского района Краснодарского края Российской Федерации — опознавательно-правовой знак, служащий официальным символом муниципального образования.
Флаг утверждён 3 мая 2007 года и внесён в Государственный геральдический регистр Российской Федерации с присвоением регистрационного номера 3392.

## Описание
«Прямоугольное полотнище с отношением ширины к длине 2:3, состоящее из восьми клиньев зелёных и красных, несущее посередине жёлтый цветок подсолнуха».

## Обоснование символики
Флаг языком символов и аллегорий отражает природные и экономические особенности сельского поселения.
На территории сельского поселения находится опытно-семеноводческое хозяйство «Березанское» «Научно-исследовательского института эфирно-масличных культур», которое на флаге аллегорически показано жёлтым цветком подсолнуха.
Восемь населённых пунктов поселения — посёлки: Новоберезанский, Братский, Комсомольский, Песчаный, Привольный, Пролетарский, Раздольный, и хутор Анапский, аллегорически показаны восемью клиньями (красными и зелёными).
Красный цвет — символ труда, силы, мужества и красоты.
Зелёный цвет символизирует природу и сельское хозяйство поселения, а также плодородие, жизнь, здоровье, надежду, радость, изобилие, возрождение.
Жёлтый цвет подсолнуха символизирует достаток, величие и процветание.